# Grande Prêmio da Grã-Bretanha de 2019
O Grande Prêmio da Grã-Bretanha de 2019 (formalmente denominado Formula 1 Rolex British Grand Prix 2019) foi a decima etapa da temporada de 2019 da Fórmula 1 disputada em 14 de julho de 2019 no Circuito de Silverstone, Silverstone, Grã-Bretanha.

## Relatório

### Treino Classificatório

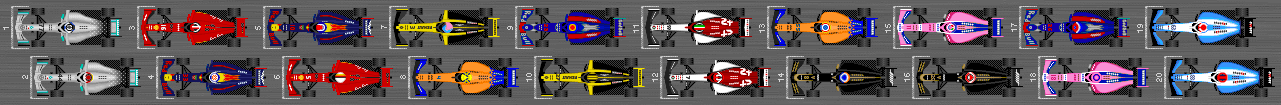
Grid de Largada

Q1
Q2.
Q3

## Pneus
| Nome do composto | Cor | Banda de rolamento | Condições de Tempo | Dry Type | Aderência          | Longevidade       |
| ---------------- | --- | ------------------ | ------------------ | -------- | ------------------ | ----------------- |
| Macio            |     | Slick (P Zero)     | Seco               | Soft     | Médio              | Médio             |
| Médio            |     | Slick (P Zero™)    | Seco               | Medium   | Ligeiramente baixa | Ligeiramente alta |
| Duro             |     | Slick (P Zero™)    | Seco               | Hard     | Baixa              | Alta              |

| Escolhas de Pneus de cada piloto para o GP da Grã-Bretanha: | Escolhas de Pneus de cada piloto para o GP da Grã-Bretanha: | Escolhas de Pneus de cada piloto para o GP da Grã-Bretanha: | Escolhas de Pneus de cada piloto para o GP da Grã-Bretanha: | Escolhas de Pneus de cada piloto para o GP da Grã-Bretanha: | Escolhas de Pneus de cada piloto para o GP da Grã-Bretanha: |
| ----------------------------------------------------------- | ----------------------------------------------------------- | ----------------------------------------------------------- | ----------------------------------------------------------- | ----------------------------------------------------------- | ----------------------------------------------------------- |
| Nº                                                          | Pilotos                                                     | Equipe(s)                                                   | Duro                                                        | Medio                                                       | Macio                                                       |
| 44                                                          | Lewis Hamilton                                              | Mercedes                                                    | 1                                                           | 4                                                           | 8                                                           |
| 77                                                          | Valtteri Bottas                                             | Mercedes                                                    | 2                                                           | 3                                                           | 8                                                           |
| 5                                                           | Sebastian Vettel                                            | Ferrari                                                     | 1                                                           | 4                                                           | 8                                                           |
| 7                                                           | Kimi Räikkönen                                              | Ferrari                                                     | 1                                                           | 4                                                           | 8                                                           |
| 3                                                           | Daniel Ricciardo                                            | Red Bull-TAG Heuer                                          | 2                                                           | 3                                                           | 8                                                           |
| 33                                                          | Max Verstappen                                              | Red Bull-TAG Heuer                                          | 2                                                           | 4                                                           | 7                                                           |
| 11                                                          | Sergio Pérez                                                | Force India-Mercedes                                        | 1                                                           | 3                                                           | 9                                                           |
| 31                                                          | Esteban Ocon                                                | Force India-Mercedes                                        | 1                                                           | 3                                                           | 9                                                           |
| 18                                                          | Lance Stroll                                                | Williams-Mercedes                                           | 1                                                           | 3                                                           | 9                                                           |
| 35                                                          | Sergey Sirotkin                                             | Williams-Mercedes                                           | 2                                                           | 2                                                           | 9                                                           |
| 55                                                          | Carlos Sainz Jr.                                            | Renault                                                     | 1                                                           | 2                                                           | 10                                                          |
| 27                                                          | Nico Hülkenberg                                             | Renault                                                     | 2                                                           | 1                                                           | 10                                                          |
| 10                                                          | Pierre Gasly                                                | Toro Rosso-Honda                                            | 1                                                           | 2                                                           | 10                                                          |
| 28                                                          | Brendon Hartley                                             | Toro Rosso-Honda                                            | 1                                                           | 2                                                           | 10                                                          |
| 8                                                           | Romain Grosjean                                             | Haas-Ferrari                                                | 1                                                           | 3                                                           | 9                                                           |
| 20                                                          | Kevin Magnussen                                             | Haas-Ferrari                                                | 1                                                           | 3                                                           | 9                                                           |
| 14                                                          | Fernando Alonso                                             | McLaren-Renault                                             | 1                                                           | 4                                                           | 8                                                           |
| 2                                                           | Stoffel Vandoorne                                           | McLaren-Renault                                             | 1                                                           | 4                                                           | 8                                                           |
| 9                                                           | Marcus Ericsson                                             | Sauber-Ferrari                                              | 1                                                           | 3                                                           | 9                                                           |
| 16                                                          | Charles Leclerc                                             | Sauber-Ferrari                                              | 1                                                           | 3                                                           | 9                                                           |

## Resultados

### Treino Classificatório
| Pos.                     | Nº | Piloto             | Construtor                | Q1       | Q2       | Q3       | Grid |
| ------------------------ | -- | ------------------ | ------------------------- | -------- | -------- | -------- | ---- |
| 1                        | 77 | Valtteri Bottas    | Mercedes                  | 1:25.750 | 1:25.672 | 1:25.093 | 1    |
| 2                        | 44 | Lewis Hamilton     | Mercedes                  | 1:25.513 | 1:25.840 | 1:25.099 | 2    |
| 3                        | 16 | Charles Leclerc    | Ferrari                   | 1:25.533 | 1:25.546 | 1:25.172 | 3    |
| 4                        | 33 | Max Verstappen     | Red Bull-Honda            | 1:25.700 | 1:25.848 | 1:25.276 | 4    |
| 5                        | 10 | Pierre Gasly       | Red Bull-Honda            | 1:26.273 | 1:26.038 | 1:25.590 | 5    |
| 6                        | 5  | Sebastian Vettel   | Ferrari                   | 1:25.898 | 1:26.023 | 1:25.787 | 6    |
| 7                        | 3  | Daniel Ricciardo   | Renault                   | 1:26.428 | 1:26.283 | 1:26.182 | 7    |
| 8                        | 4  | Lando Norris       | McLaren-Renault           | 1:26.079 | 1:26.385 | 1:26.224 | 8    |
| 9                        | 23 | Alexander Albon    | Toro Rosso-Honda          | 1:26.482 | 1:26.403 | 1:26.345 | 9    |
| 10                       | 27 | Nico Hülkenberg    | Renault                   | 1:26.568 | 1:26.397 | 1:26.386 | 10   |
| 11                       | 99 | Antonio Giovinazzi | Alfa Romeo-Ferrari        | 1:26.449 | 1:26.519 | —        | 11   |
| 12                       | 7  | Kimi Räikkönen     | Alfa Romeo-Ferrari        | 1:26.558 | 1:26.546 | —        | 12   |
| 13                       | 55 | Carlos Sainz Jr.   | McLaren-Renault           | 1:26.203 | 1:26.578 | —        | 13   |
| 14                       | 8  | Romain Grosjean    | Haas-Ferrari              | 1:26.347 | 1:26.757 | —        | 14   |
| 15                       | 11 | Sergio Pérez       | Racing Point-BWT Mercedes | 1:26.649 | 1:26.928 | —        | 15   |
| 16                       | 20 | Kevin Magnussen    | Haas-Ferrari              | 1:26.662 | —        | —        | 16   |
| 17                       | 26 | Daniil Kvyat       | Toro Rosso-Honda          | 1:26.721 | —        | —        | 17   |
| 18                       | 18 | Lance Stroll       | Racing Point-BWT Mercedes | 1:26.762 | —        | —        | 18   |
| 19                       | 63 | George Russell     | Williams-Mercedes         | 1:27.789 | —        | —        | 19   |
| 20                       | 88 | Robert Kubica      | Williams-Mercedes         | 1:28.257 | —        | —        | 20   |
| Tempo dos 107%: 1:31.498 |    |                    |                           |          |          |          |      |
| Fonte:                   |    |                    |                           |          |          |          |      |

### Corrida

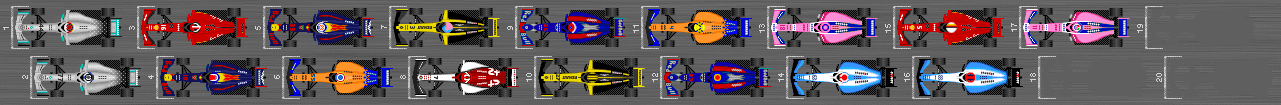
Resultado da corrida

| Pos.   | Nu. | Piloto             | Construtor                | Voltas | Tempo/Retirado | Grid | Pontos |
| ------ | --- | ------------------ | ------------------------- | ------ | -------------- | ---- | ------ |
| 1      | 44  | Lewis Hamilton     | Mercedes                  | 52     | 1:21:08.452    | 2    | 261    |
| 2      | 77  | Valtteri Bottas    | Mercedes                  | 52     | +24.928        | 1    | 18     |
| 3      | 16  | Charles Leclerc    | Ferrari                   | 52     | +30.117        | 3    | 15     |
| 4      | 10  | Pierre Gasly       | Red Bull-Honda            | 52     | +34.692        | 5    | 12     |
| 5      | 33  | Max Verstappen     | Red Bull-Honda            | 52     | +39.458        | 4    | 10     |
| 6      | 55  | Carlos Sainz Jr.   | McLaren-Renault           | 52     | +53.639        | 13   | 8      |
| 7      | 3   | Daniel Ricciardo   | Renault                   | 52     | +54.401        | 7    | 6      |
| 8      | 7   | Kimi Räikkönen     | Alfa Romeo-Ferrari        | 52     | +1:05.540      | 12   | 4      |
| 9      | 26  | Daniil Kvyat       | Toro Rosso-Honda          | 52     | +1:06.720      | 17   | 2      |
| 10     | 27  | Nico Hülkenberg    | Renault                   | 52     | +1:12.733      | 10   | 1      |
| 11     | 4   | Lando Norris       | McLaren-Renault           | 52     | +1:14.281      | 8    |        |
| 12     | 23  | Alexander Albon    | Toro Rosso-Honda          | 52     | +1:15.617      | 9    |        |
| 13     | 18  | Lance Stroll       | Racing Point-BWT Mercedes | 52     | +1:21.086      | 18   |        |
| 14     | 63  | George Russel      | Williams-Mercedes         | 51     | +1 volta       | 19   |        |
| 15     | 88  | Robert Kubica      | Williams-Mercedes         | 51     | +1 volta       | 20   |        |
| 16     | 5   | Sebastian Vettel   | Ferrari                   | 51     | +1 volta2      | 6    |        |
| 17     | 11  | Sergio Pérez       | Racing Point-BWT Mercedes | 51     | +1 volta       | 15   |        |
| Ret    | 99  | Antonio Giovinazzi | Alfa Romeo-Ferrari        | 18     | Desmembramento | 11   |        |
| Ret    | 8   | Romain Grosjean    | Haas-Ferrari              | 9      | Colisão        | 14   |        |
| Ret    | 20  | Kevin Magnussen    | Haas-Ferrari              | 6      | Colisão        | 16   |        |
| Fonte: |     |                    |                           |        |                |      |        |

Notas
- ↑1  – Incluso 1 ponto por volta mais rápida.
- ↑2  – Sebastian Vettel originalmente chegou em 15º, mas recebeu uma punição de 10 segundos por colidir com Max Verstappen.

## Curiosidade
- Com a vitória, Lewis Hamilton tornou-se o piloto que venceu mais vezes o GP da Grã-Bretanha,seis,desbancando Jim Clark e Alain Prost.
- A Red Bull Racing bate o recorde do Pit Stop mais Rápido com tempo de 1.90 feito do piloto Pierre Gasly e superar o Pit Stop da equipe Williams de 1.92 feito do piloto Felipe Massa em Baku.

## Voltas na Liderança
- Commons

| Nº de Voltas | Piloto          | Voltas |
| ------------ | --------------- | ------ |
| 36           | Lewis Hamilton  | 17-52  |
| 16           | Valtteri Bottas | 1-16   |

## 2019DHLFastest Pit Stop Award

### Resultado
|}

## Tabela do campeonato após a corrida
Somente as cinco primeiras posições estão incluídas nas tabelas.
| Pos | Piloto           | Pontos | Var     |
| --- | ---------------- | ------ | ------- |
| 1   | Lewis Hamilton   | 223    | Estável |
| 2   | Valtteri Bottas  | 184    | Estável |
| 3   | Max Verstappen   | 136    | Estável |
| 4   | Sebastian Vettel | 123    | Estável |
| 5   | Charles Leclerc  | 104    | Estável |

| Pos | Construtor         | Pontos | Var     |
| --- | ------------------ | ------ | ------- |
| 1   | Mercedes           | 407    | Estável |
| 2   | Ferrari            | 243    | Estável |
| 3   | Red Bull-TAG Heuer | 191    | Estável |
| 4   | McLaren-Renault    | 70     | Estável |
| 5   | Renault            | 39     | Estável |